# Quyết Thắng, thành phố Sơn La
Quyết Thắng là một phường thuộc thành phố Sơn La, tỉnh Sơn La, Việt Nam.
Phường có diện tích 3,7 km², dân số năm 1999 là 8.935 người, mật độ dân số đạt 2.415 người/km².